# Göreme

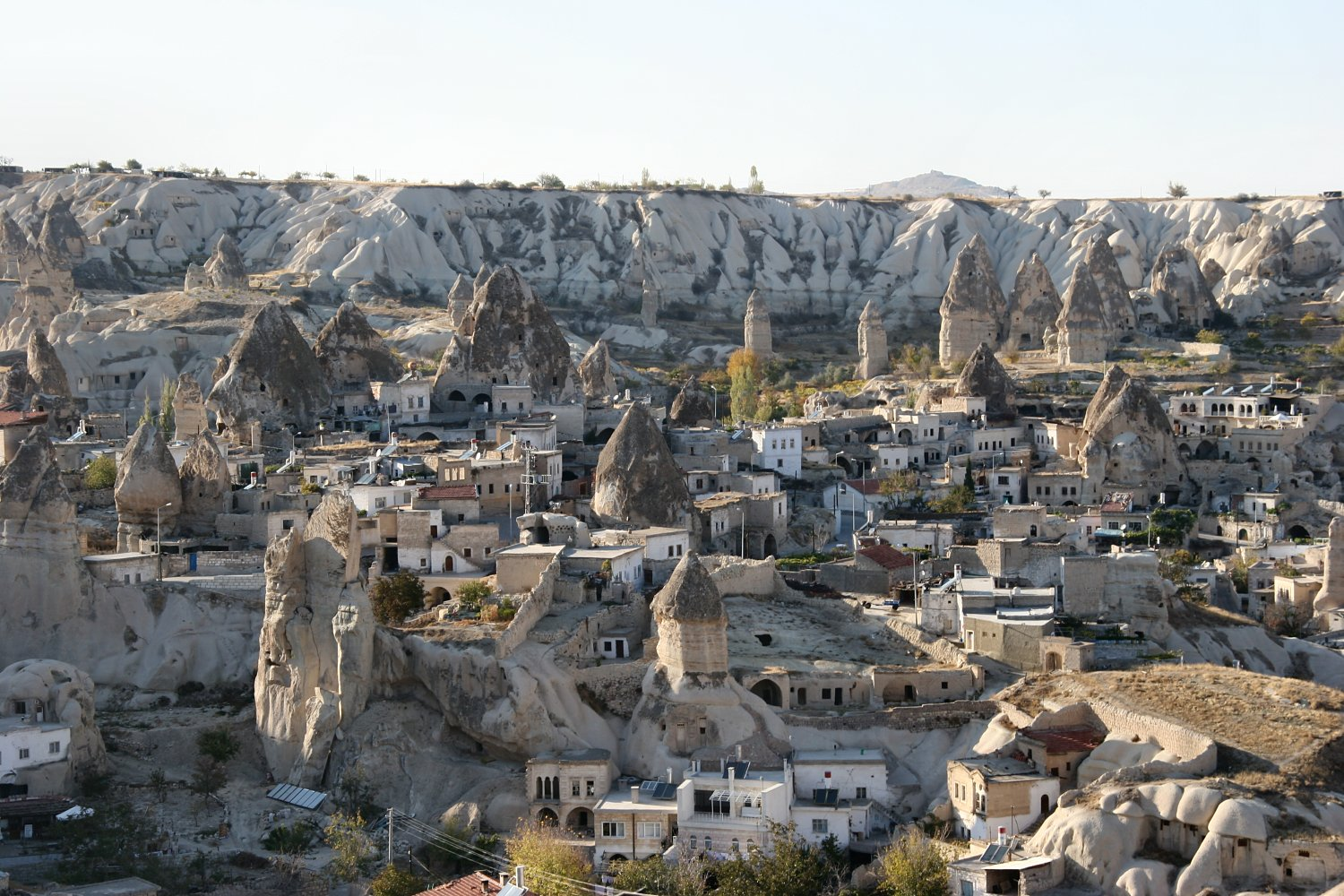
Blick über Göreme

Göreme ist eine Gemeinde in Kappadokien im zentralen Landkreis der türkischen Provinz Nevşehir. Der Ort hieß in byzantinischer Zeit Matiana und wurde 1928 in Göreme umbenannt, eine turkisierte Form des alten Namens Korama.
Der Ort ist Zentrum des Nationalparks Göreme, der zusammen mit anderen Felsendenkmalen von Kappadokien seit 1985 zum UNESCO-Welterbe gehört. Geprägt wird die Landschaft um Göreme durch markante Tuffsteinformationen, die teilweise ausgehöhlt sind, die so genannten Feenkamine (engl. fairy chimney, türk. peri bacaları), für die diese Region vor allem touristisch bekannt ist.

## Entstehung

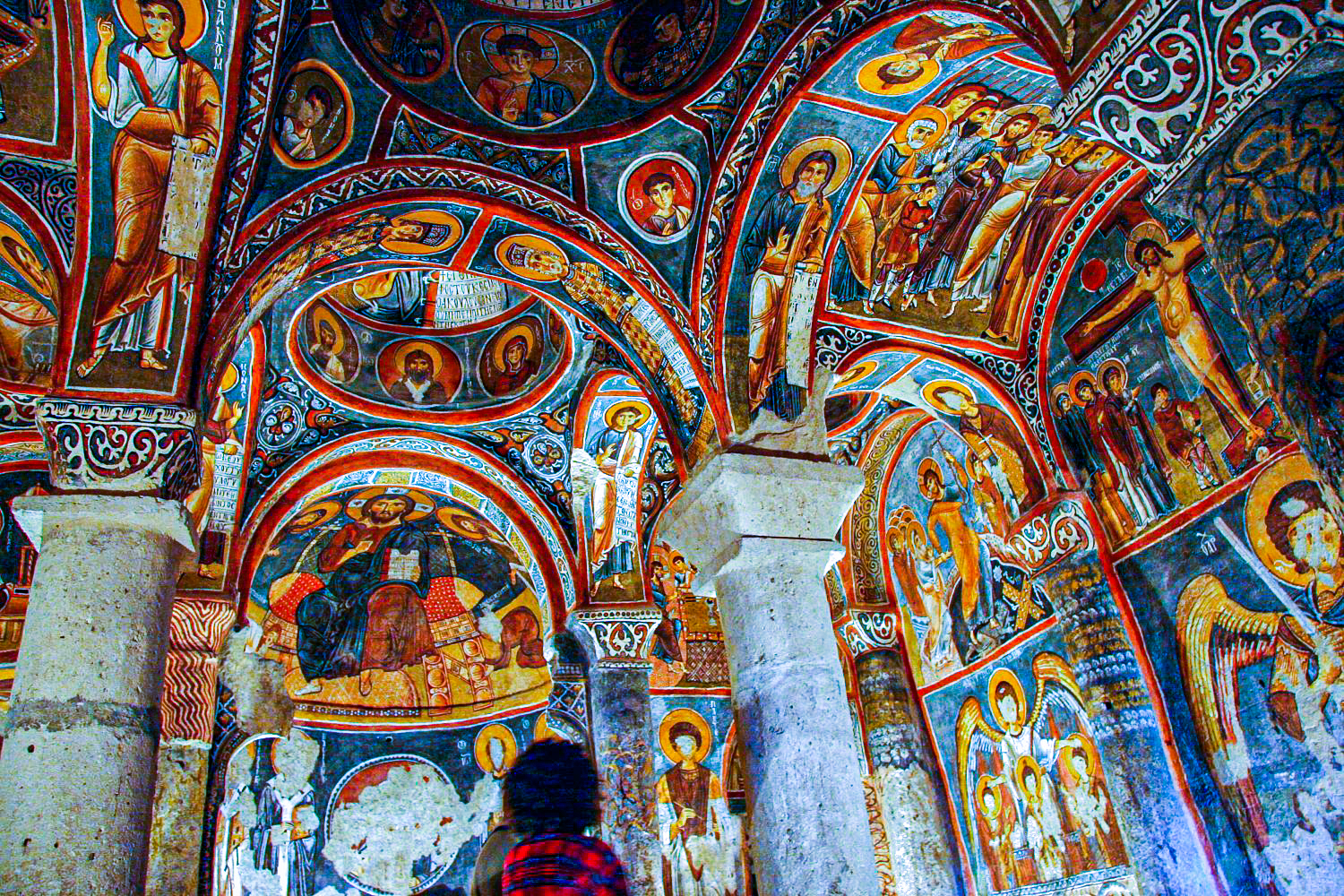
Dunkle Kirche – Göreme Open Air Museum

Tuffgestein unterschiedlicher Härte bildet die Basis für diese Landschaft: Vulkanausbrüche und Wasserläufe formten im Laufe mehrerer Millionen Jahre die typischen Gebilde heraus. Die ersten Christen nutzten sie, um in Abgeschiedenheit ein andächtiges Leben führen zu können, aber vor allem als Versteck vor ihren Feinden (Perser, Römer, Araber, Mongolen). Sie legten nicht nur Kirchen und Kapellen an, die ins Gestein gearbeitet wurden, sondern ganze Wohnanlagen für mehrere tausend Menschen. Zum Teil bis zu zehn Stockwerke tief, ermöglichten sie mit Einrichtungen wie Küchen, Lagern, Schlafräumen und sogar Tierställen und Leichenhallen samt Lüftungsschächten einigermaßen komfortable Lebensumstände.
Einen weiteren Vorteil bot das Wohnen in Tuffgestein bezüglich der Witterung: im Sommer hält es kühl, im Winter kühlt es nicht so stark aus. Die Gänge konnten gegebenenfalls mit großen mühlsteinartigen Steinen versperrt werden. Es werden bis zu 100 Anlagen vermutet, die miteinander verbunden sein sollen. Derinkuyu ist die größte der touristisch erschlossenen Anlagen und beherbergte (wohl) um die 10.000 Menschen.

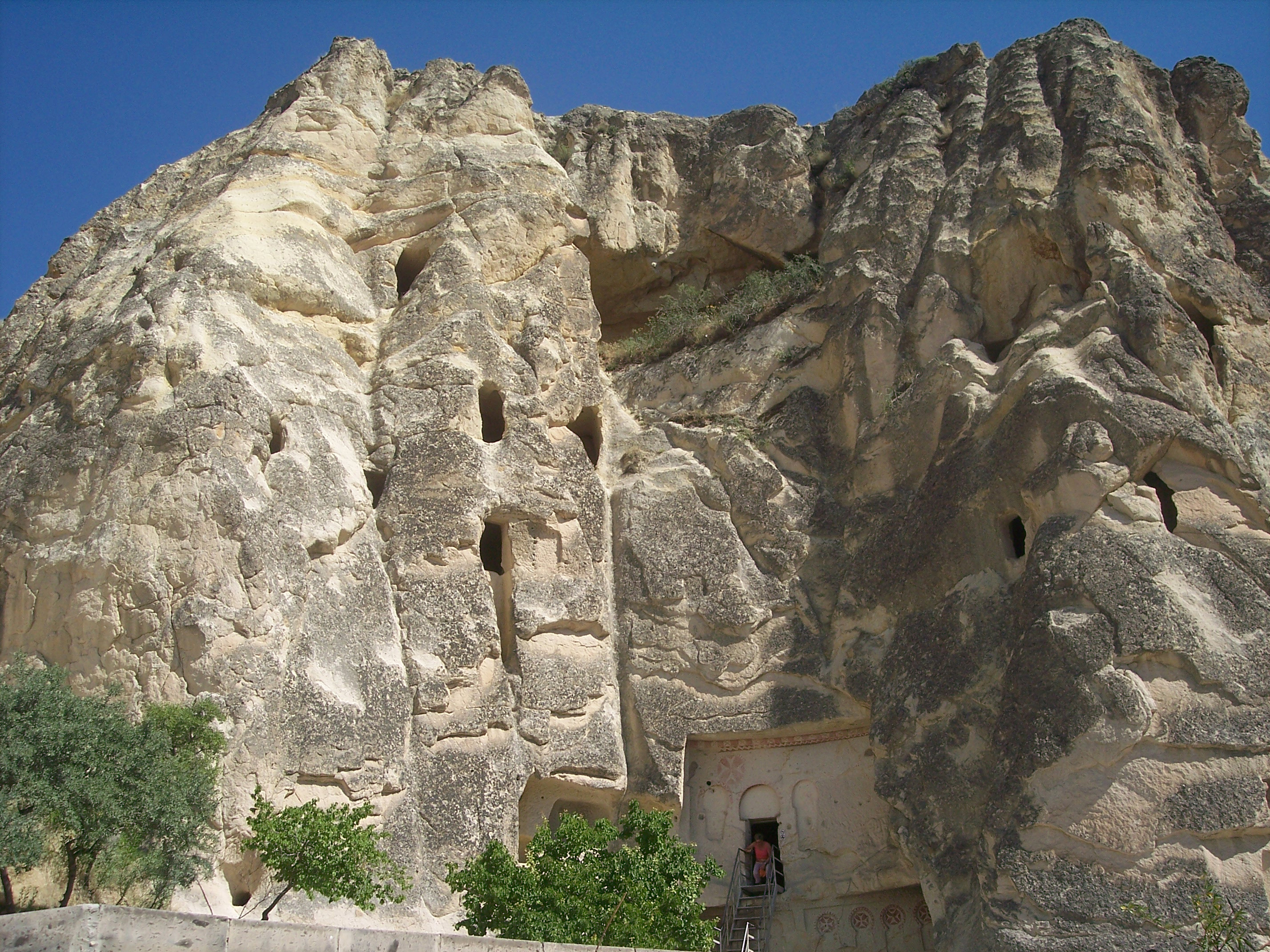
Çarikli-Kirche

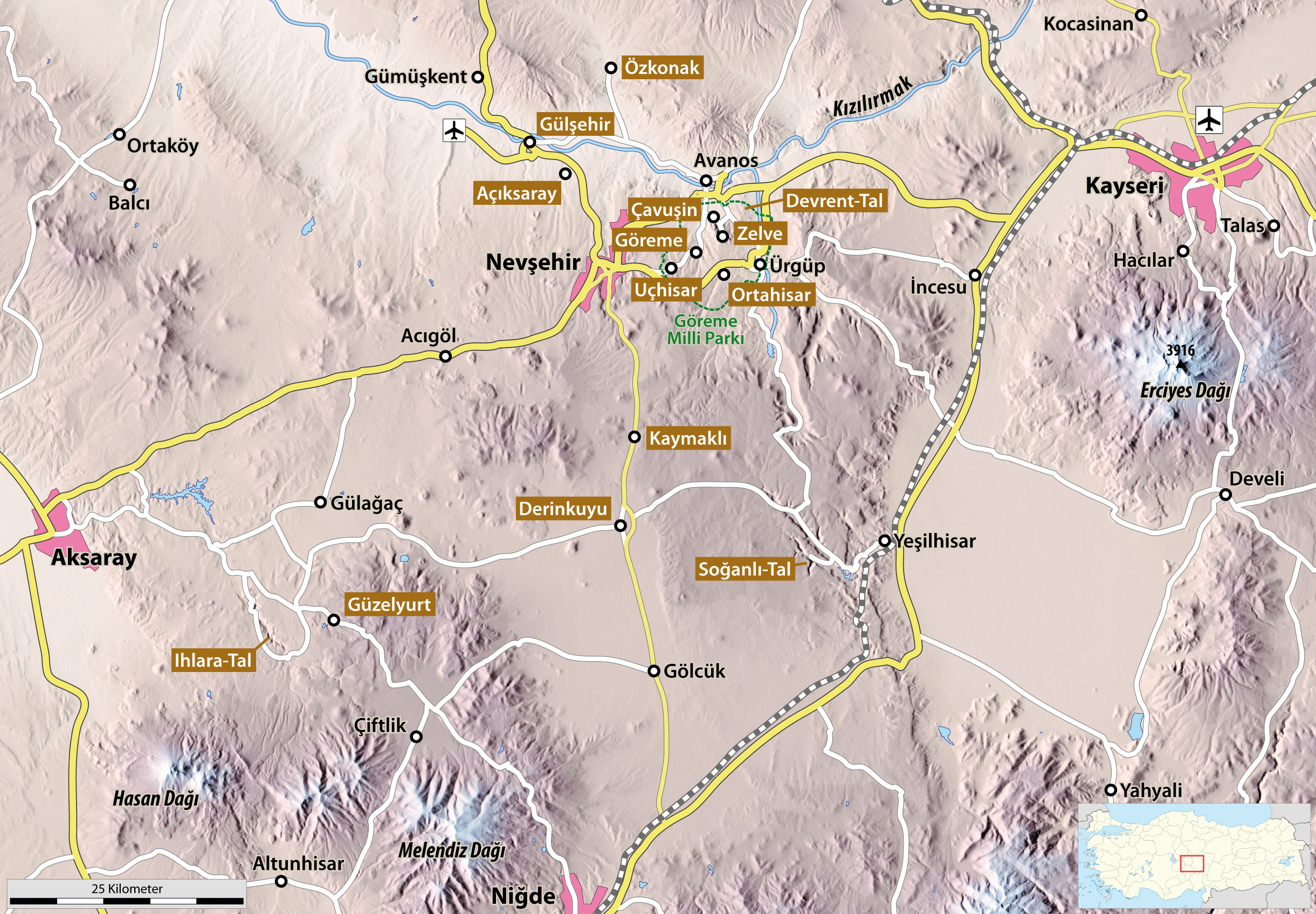
Göreme und andere sehenswerte Orte in Kappadokien

## Geschichtliche Daten
- 4. Jahrhundert: erste Bewohner und Kirchenbauten
- ca. 1100: Yilanli-Kirche, Barbara-Kirche
- ca. 1200: Çarikli-Kirche
- 1923/24: Die letzten der zwangsumgesiedelten Griechen verlassen Göreme (siehe Bevölkerungsaustausch zwischen Griechenland und der Türkei)
- 1957: eine Johannes-der-Täufer-Kirche wurde entdeckt